# Agence Babel
Pour les articles homonymes, voir Babel.
L'agence Babel est une société de communication ayant notamment travaillé pour la Banque populaire, Sodexo, Henkel ou le ministère de la Justice.